# NHome
nHome（エヌホーム）とは、日栄インテックが提供するスマートホームサービスである。

## 概要
住宅設備をIoT化することにより、設備の遠隔操作や一括制御など、ユーザーごとのライフスタイルに合わせたスマートホームサービスを提供している。

## 沿革
- 2018年3月 - GMOクラウド 株式会社、日栄インテック株式会社、(中国)Shenzhen Atte Smart tech Co.,Ltd.と、スマートホーム事業領域における製品･サービスの企画開発、製造、販売展開で3社協業
- 2018年6月 - 鏡 の表面がタッチパネルになったAndroidを搭載した住宅設備「スマートホームミラー」を先行で販売開始
- 2020年6月 - スマートホームサービスの販売開始

## 特徴
- 宅内の照明をスマートフォンから遠隔操作、タイマー、トリガー操作等、部屋や利用シーンごとに細かいモード設定や一括操作ができる。
- ゲートウェイに無線通信（ZigBee、Wi-Fi、Bluetooth）や、JEM-A端子を搭載しているため、一部のメーカーのロックをスマートロック化することができる。スマートロック化することにより、鍵の遠隔操作が可能になる。
- 照明や鍵の操作は、スマートフォン 以外にも専用の鏡型デバイス 「スマートホームIoTミラー」や「コントローラ」、「タッチスイッチ」からも同様の操作ができる。
- 室内コントローラから機器の状態を確認し、一括管理することができる。アプリからコントローラへ着信しての通話や、ビデオメッセージも可能。